# Brandon (Florida)
Brandon ist ein census-designated place (CDP) im Hillsborough County im US-Bundesstaat Florida mit 114.626 Einwohnern (Stand: 2020).

## Geographie
Brandon liegt etwa in der Mitte des südlichen Floridas, etwa 5 km vom Golf von Mexiko an der Tampa Bay, etwa 20 km östlich von Tampa entfernt.

### Klima
Das Klima ist subtropisch, mild und warm, mit einem leichten Wind vom Meer aus. Statistisch regnet es in den Sommermonaten an durchschnittlich 45 % der Tage, wenn auch nur kurzfristig. Die höchsten Temperaturen sind von Mai bis Oktober mit bis zu 33 °C, die kältesten Monate von Dezember bis Februar mit durchschnittlich nur 12 °C. Schneefall ist in der Region nahezu unbekannt.

## Religionen
In Brandon gibt es derzeit 52 verschiedene Kirchen aus 16 unterschiedlichen Konfessionen, darunter ist die Baptistengemeinde mit 13 Kirchen am stärksten vertreten. Weiterhin gibt es 17 zu keiner Konfession gehörende Kirchen (Stand: 2004).

## Demographische Daten
Laut der Volkszählung 2010 verteilten sich die damaligen 103.483 Einwohner auf 43.352 Haushalte. Die Bevölkerungsdichte lag bei 1026,3 Einw./km². 72,0 % der Bevölkerung bezeichneten sich als Weiße, 16,1 % als Afroamerikaner, 0,4 % als Indianer und 3,5 % als Asian Americans. 4,5 % gaben die Angehörigkeit zu einer anderen Ethnie und 3,5 % zu mehreren Ethnien an. 21,0 % der Bevölkerung bestand aus Hispanics oder Latinos.
Im Jahr 2010 lebten in 34,6 % aller Haushalte Kinder unter 18 Jahren sowie 17,7 % aller Haushalte Personen mit mindestens 65 Jahren. 66,3 % der Haushalte waren Familienhaushalte (bestehend aus verheirateten Paaren mit oder ohne Nachkommen bzw. einem Elternteil mit Nachkomme). Die durchschnittliche Größe eines Haushalts lag bei 2,52 Personen und die durchschnittliche Familiengröße bei 3,03 Personen.
26,0 % der Bevölkerung waren jünger als 20 Jahre, 31,8 % waren 20 bis 39 Jahre alt, 27,8 % waren 40 bis 59 Jahre alt und 14,3 % waren mindestens 60 Jahre alt. Das mittlere Alter betrug 35 Jahre. 48,8 % der Bevölkerung waren männlich und 51,2 % weiblich.
Das durchschnittliche Jahreseinkommen lag bei 55.344 $, dabei lebten 10,0 % der Bevölkerung unter der Armutsgrenze.
Im Jahr 2000 war Englisch die Muttersprache von 85,25 % der Bevölkerung, spanisch sprachen 11,08 % und 3,67 % hatten eine andere Muttersprache.

## Sehenswürdigkeiten
Am 31. Januar 1985 wurde das Moseley Homestead in das National Register of Historic Places eingetragen.

## Wirtschaft
Die hauptsächlichen Beschäftigungszweige sind: Ausbildung, Gesundheit und Soziales: (16,6 %), Handel / Einzelhandel: (15,6 %), Finanzen, Versicherungen und Immobilien: (3,0 %), Baugewerbe: (10,1 %).

## Infrastruktur

### Verkehr
Brandon liegt verkehrsgünstig direkt an dem in Nord-Süd-Richtung verlaufenden Interstate 75. Mit dem Flugzeug ist die Stadt international am schnellsten über den Tampa International Airport zu erreichen. Für nationale Flüge bieten sich auch der Vandenberg Airport und der Peter O Knight Airport an, die ca. 10 bzw.17 km von Tampa entfernt sind.

### Schulen
Die wichtigsten öffentlichen Schulen in der Stadt, die auch das nähere Umland versorgen, sind:
- Limona Elementary School, etwa 1000 Schüler
- Brooker Elementary School, etwa 900 Schüler
- Mintz Elementary School, etwa 900 Schüler
- Yats Elementary School, etwa 850 Schüler
- Kingswood Elementary School, etwa 750 Schüler
- Burns Middle School, etwa 1500 Schüler
- McLane Middle School, etwa 1450 Schüler
- Mann Middle School, etwa 1100 Schüler
- Brandon High School, etwa 1900 Schüler

Weiterführende Bildungseinrichtungen gibt es in der Stadt selbst nicht. Die nächsten Universitäten und Colleges befinden sich im etwa 20 km entfernten Tampa.

### Kliniken
In der Stadt gibt es das "Brandon Regional Hospital" und im näheren Umkreis gibt es drei weitere Kliniken.

## Parks und Sportmöglichkeiten
Es gibt ein breites Angebot von verschiedenen Stadtparks sowie mehrere sportliche Einrichtungen, außerdem Spielwiesen und Möglichkeiten zum Campen und Grillen.